# Seventh Son of a Seventh Son
Seventh Son of a Seventh Son sedmi je studijski album britanske heavy metal grupe Iron Maiden. Objavljen je 1988. godine. Posljednji je album na kojem je svirao gitarist Adrian Smith (sve do 2000. i albuma Brave New World).
Najmanje 3 pjesme s albuma ("Seventh Son of a Seventh Son", "The Prophecy" i "The Clairvoyant") direktno su povezane s glavnom temom albuma inspiranom romanom Orsona Scotta Carda Seventh Son  čime je Seventh Son of a Seventh Son  postao konceptualni album.
Stilistički, Seventh Son of a Seventh Son razvija zvukove koje su prvotno proizveli na prethodnom albumu Somewhere in Time (1986). Nastavlja liričko istraživanje tema povezanih s mistiku, moć i okultizam.
Album je postigao 1. mjesto na britanskim top-listama, kao i 12. mjesto na 
američkim ljestvicama. Singlovi "Can I Play with Madness", "The Evil That Men Do", "The Clairvoyant (live)" i "Infinite Dreams (live)" također su postigli velik uspjeh.

## Popis pjesama
| 1.    | »Moonchild«                    | Adrian Smith, Bruce Dickinson | 5:42 |
| 2.    | »Infinite Dreams«              | Steve Harris                  | 6:09 |
| 3.    | »Can I Play with Madness«      | Smith, Dickinson, Harris      | 3:31 |
| 4.    | »The Evil That Men Do«         | Smith, Dickinson, Harris      | 4:35 |
| 5.    | »Seventh Son of a Seventh Son« | Harris                        | 9:54 |
| 6.    | »The Prophecy«                 | Dave Murray, Harris           | 5:06 |
| 7.    | »The Clairvoyant«              | Harris                        | 4:27 |
| 8.    | »Only the Good Die Young«      | Harris, Dickinson             | 4:42 |
| 44:06 |                                |                               |      |

## Osoblje
| Iron Maiden - Bruce Dickinson — vokali - Dave Murray — gitara - Adrian Smith — gitara, sintesajzer - Steve Harris — bas-gitara, sintesajzer - Nicko McBrain — bubnjevi | Ostalo osoblje - Albert Boekholt — inženjer zvuka - Ronald Prent — inženjer zvuka - Derek Riggs — naslovnica, dizajn - George Marino — mastering - Stephane "The Vardengrip" Wissner — inženjer zvuka - Rod Smallwood — dizajn - Ross Halfin — fotografija - Martin "Disappearing Armchair" Birch — produkcija, inženjer zvuka, miksanje |

## Top ljestvice

### Album
| Godina | Ljestvica               | Pozicija |
| ------ | ----------------------- | -------- |
| 1988.  | UK Top Ljestvica Albuma | #1       |
| 1988.  | Billboard Hot 200       | #12      |

### Singlovi
| Godina | Singl                     | Ljestvica          | Pozicija |
| ------ | ------------------------- | ------------------ | -------- |
| 1988.  | "Can I Play With Madness" | UK Top 50 Singlova | #3       |
| 1988.  | "The Evil That Men Do"    | UK Top 50 Singlova | #5       |
| 1988.  | "The Clairvoyant"         | UK Top 50 Singlova | #6       |
| 1989.  | "Infinite Dreams"         | UK Top 50 Singlova | #6       |